# Manuel Barbero Rebolledo
Manuel Barbero Rebolledo (Madrid, 4 de noviembre de 1924- ibid, 11 de agosto de 1992) fue un arquitecto español. 

## Biografía
Nació en 1924 en Madrid. Estudió   en la Escuela Superior de Arquitectura de Madrid. Parte de su obra la realizó junto con otros arquitectos, como los comedores de la Fábrica SEAT en Barcelona, donde colaboró con Rafael de la Joya y César Ortiz-Echagüe Rubio. Por dicho proyecto fueron galardonados por el premio Reynolds de 1957. La publicación de sus primeras obras se remontan a 1954, en los artículos de la Revista Nacional de Arquitectura.
Otras obras destacadas fueron el Instituto de Ciencias de la Construcción Eduardo Torroja de Madrid (con Gonzalo Echegaray), torres de apartamentos en Baqueira Beret, el Colegio de las Teresianas de Málaga (considerado como un ejemplo destacado de lo que se denominó estilo del relax) la rehabilitación del colegio de San Agustín en Alcalá de Henares, así como la restauración de la linterna de la Iglesia de las Bernardas de la ciudad complutense, y la rehabilitación del Museo de Cerámica Ruiz de Luna en Talavera de la Reina. Falleció a los 67 años, el 11 de agosto de 1992. Actualmente su archivo personal se encuentra custodiado en el archivo de la Universidad de Alcalá.

## Arquitectura
El legado arquitectónico de Barbero Rebolledo está muy ligado a las grandes infraestructuras, donde sus esfuerzos era generar construcciones que unieran los avances tecnológicos de la época de mediados del siglo XX, la racionalidad y la conciencia económica y social.
Varias de sus obras que veremos a continuación son un ejemplo de racionalización, modulación (en varios proyectos utilizó el mismo sistema modular de 1,60 x 1,60 metros) e industrialización de los procesos constructivos, que permitieron incorporar elementos prefabricados (para conseguir un abaratamiento en los costes).

### Sede del Instituto Torroja, Madrid, 1953.[5]
En 1953, los arquitectos Manuel Barbero Rebolledo y G. Echegara Comba terminaron el edificio de la nueva sede del Instituto Torroja. Con su estructura orgánica cuidadosamente adaptada al terreno, el paisaje y la topografía en la que se ubica, los autores insistieron en utilizar la modularidad y la estandarización de los elementos de construcción tanto como sea posible. Fue una gran obra para su época.
Su organicismo contribuye a la estricta resolución del paisaje y al valor de lo escultórico, cuyas formas arquitectónicas alcanzan la independencia y belleza.
En el Instituto Torroja se empleó un módulo cuadrado de 1,6 m, qué incluye según comentan los mismos autores la “máxima autonomía en iluminación e instalaciones para así conseguir la mayor libertad de distribución interior”. Así fueron prefabricadas las ventanas, proyectadas en dos alturas, una mayor con dintel volado para conseguir el efecto corta-sol y el resto de menores dimensiones para las fachadas no orientadas al mediodía. Las losas de forjado en dimensiones de módulo 1,6 X 0,40 apoyadas en viguetas metálicas a 1,60 m. El forjado y solado y por tanto son piezas ejecutadas en taller que facilitaron en su momento la rapidez de construcción y control de acabados.

Planta baja, Sede del Instituto Torroja, 1953.

La dimensión, insistencia en el módulo y unidad del proceso constructivo con el proyecto, ha sido constante en la obra de Barbero.
Esta obra se define completamente por las mismas características empleadas a lo largo de todo el legado de Barbero, por su insistencia en la modulación y dimensión, introducidos en todos los elementos del proyecto arquitectónico.
La obra de Barbero es una apuesta constante por soluciones que, aunque arriesgadas, tienen un rico aporte a la función, lugar y tiempo en el que están destinadas. 

### Fábrica Binesa, Madrid, 1966.[6]
El proyecto fue realizado por Manuel Barbero Rebolledo y Rafael de la Joya Castro. El edificio se localiza en el municipio de San Sebastián de los Reyes, Madrid - en unos terrenos al este y al oeste, delimitados en ambos sentidos por el río Jarama y la carretera M-607, se construyó para la Sociedad Binesa un complejo industrial para la producción de fármacos. Consistía en una serie de edificios que básicamente se componían de un núcleo de producción y almacenamiento y otro de oficinas, vestidores y una cafetería cerca de la entrada. La base de producción constaba de una serie de edificios que albergaban varios procesos de elaboración, extracción por solventes, tanques de fuel oil y depósitos altos.
Se construyeron naves industriales en sus dimensiones totales según la colocación de las máquinas de producción; y estaban preparados para una futura expansión. El taller estaba ubicado en el almacén.
Entre los edificios pertenecientes al segundo núcleo, el que estaba destinado a alojar las oficinas, constaba de: vestíbulo, sala de espera, secretaría, despacho dirección, oficinas generales, etc.; y hacia el exterior se construyó un aparcamiento para coches.
El edificio, que estaba ocupado por vestuarios, cafetería, etc., constaba de dos cuerpos que adoptaba en planta una disposición en L: uno de ellos, ocupaba la zona de vestuarios, duchas, aseos, etc., y en el otro se distribuía la cafetería, comedor, cocina y dependencias anexas. Para las construcciones de servicios de la fábrica, tanto en las oficinas como en los vestuarios y cafetería, se empleó un módulo 1,60 X 1,60 metros. Como características constructivas, la estructura es de hormigón armado visto; los cerramientos, de ladrillo visto color pajizo, y la carpintería, metálica, de hierro pintada de negro.
En cuanto a la composición del proyecto, el conjunto fue establecido en edificios independientes. Entre ellos hay un depósito alto, y para drenar rápidamente, se realizó con una forma cilíndrica enorme. Este elemento vertical tuvo una gran importancia en la composición volumétrica del conjunto, que se distinguía por la sencillez de las líneas, la sinceridad en el despliegue de los materiales empleados y la plasticidad del movimiento de los distintos cuerpos. 

### Oficinas para SEAT, Madrid, 1966.[6]

Planta 0. Edificio de Oficinas para SEAT, 1966.

Este edificio fue el encargado de albergar la Sede Central de la Sociedad Española de Automóviles de Turismo. Para la elaboración del proyecto se contó con Manuel Barbero Rebolledo, Rafael Joya Castro, César Ortiz-Echagüe y Rafael Echaide Itarte. Se ubicaba en una de las manzanas de la avenida del Generalísimo, actualmente el Paseo de la Castellana. Un edificio de oficinas que se realizó para permitir la máxima flexibilidad en su distribución, con el objetivo de poder adaptase a cualquier cambio que tuviera en el futuro. El proyecto disponía de Salón de Actos, Exposición de Automóviles y Servicio de Ordenadores electrónicos.
El programa estaba diseñado para ubicar áreas de usos permanentes lo más lejos posible del tráfico y la protección del Poniente.
Para ello se dispuso de una plaza al Mediodía y un patio central. Los espacios públicos (salón de actos en planta superior y la exposición de automóviles en baja) daban a la Avenida Generalísimo. Esta organización era favorable a la sala de reuniones, un elemento cerrado que resguarda fácilmente del sol poniente y del ruido del tráfico de esta calle. Con esta composición se intentó juntar dos principios: la representación de la sociedad a la calle principal (Paseo de la Castellana) y la comodidad de sus usuarios a las zonas más tranquilas (el patio central, la plaza sur y las zonas privadas al norte y este).
Después de estudiar las unidades de superficies medias para el trabajo individual en oficinas, se adoptó y extendió a todo el conjunto el módulo de 1,60 x 1,60 metros, que Barbero Rebolledo utilizó repetidamente en sus obras arquitectónicas. La modulación también se hizo verticalmente. La altura entre pavimento y pavimento es de cuatro metros, lo que corresponde a dos módulos y medio; entre el suelo y el techo, 3,20, etc. Sin enumerar las ventajas del módulo en un edificio dotado de espíritu de la repetición, su utilidad es evidente si se tiene en cuenta que la instalación de piezas móviles es obligatoria en la aplicación (instalación de tabiquerías móviles). Las dimensiones de los elementos de techo, suelo, iluminación, redes de climatización, etc. son siempre el resultado del módulo aprobado.
Para su construcción, se realizó una estructura metálica y forjados de hormigón aligerados sobre viguerías tipo “BOYO” y las principales armadas en cajón.
El cerramiento se realizó de vidrio y aluminio donde se requería transparencia y ladrillo visto en el resto. Esto fue considerado como un elemento envolvente. Algunas partes del edificio se colgaron con ménsulas cuando hubo que levantar las columnas y había un hueco debajo de los porches, para la elaboración de las terrazas. Las características específicas de estos lugares permitieron y recomendaron soluciones diferentes a los demás. 

### Proyecto de restauración del monasterio de San Bernardo,Alcalá de Henares, 1981.[7]
Se llevó a cabo la reconstrucción del chapitel y linterna de la iglesia, destruidos por un incendio de agosto de 1939.
Por parte del arquitecto Manuel Barbero Rebolledo realizó un estudio para obtener datos del edificio para solventar el problema de manera unitaria para toda su traza. También examinó la obra conjunta que realizó dicho arquitecto del edificio, Juan Gómez de Mora, y sus referencias, para acercarse lo máximo posible al original con sus preexistencias que se salvaron.
El diseño de la silueta del conjunto se hizo según las leyes de Fray Lorenzo (teórico contemporáneo un poco más joven que Gómez de Mora). El plan se resolvió mediante una sencilla construcción geométrica utilizando una escuadra y un cartabón, probablemente como hiciera en su momento Juan Gómez de Mora. La relación entre la composición de la decoración interior y la configuración de la linterna se realiza con una cierta libertad de la composición en relación con la continuación de los ejes, lo que se cree que está en concordancia con el espíritu del autor.
Para la construcción de esta restauración, los materiales seleccionados no fueron concebidos con una libertad absoluta, utilizando la tecnología actual de la época, reduciendo los costos y de fácil ejecución.
La estructura resistente fue diseñada con acero tubular, fácil de montar. Los faldones del techo se hicieron de materiales ligeros, cubiertos con mortero y con malla metálica. En cuanto a los materiales vistos, se intentó utilizar materiales tradicionales para su época (ladrillo y pizarra), y añadieron al “cortén” en aguja, tras considerar otras soluciones tradicionales y actuales (plomo, pizarra y aluminio), que fue abandonado por su alto costo o dificultad en el mantenimiento.

## Obras representativas
- El Instituto de Ciencias de la Construcción Eduardo Torroja de Madrid (con Gonzalo Echegaray), en 1953
- Escuela de aprendices y oficinas del taller de fundición para SEAT, en Barcelona, en 1959
- Fábrica Binesa en Madrid, en 1966
- Oficinas para SEAT en Madrid, en 1966
- Torres de apartamentos en Baqueira Beret, en 1973
- La restauración de la linterna de la Iglesia de las Bernardas en Alcalá de Henares, en 1981
- La rehabilitación del colegio de San Agustín en Alcalá de Henares
- La rehabilitación del Museo de Cerámica Ruiz de Luna en Talavera de la Reina

## Premios y distinciones
- Premio Reynolds en 1957 con el edificio de los comedores para invitados y obreros de la fábrica de automóviles SEAT